# 和孚镇
和孚镇，是中国浙江省湖州市南浔区下属的一个镇，总面积95平方公里，总人口5.7万人。该镇地处杭嘉湖平原中部，湖州南郊，距离杭州80公里，盛产丝绸。该镇也是章祖申、朱五楼、朱渭深、陈啸空、章宗祥的家乡。

## 行政区划
下辖以下地区：
和孚社区、长超社区、重兆社区、河东村、新获村、获港村、李市村、勤益村、陈塔村、和孚村、新胜村、陶家墩村、云东村、四联村、漾东村、民当村、双福桥村、复乐村、长超村、横港村、张村、佛堂兜村、重兆村、吴兴塘村和云北村。

## 中国传统村落
荻港村获评“中国传统村落”。